# Maliattha sexpartita
Maliattha sexpartita är en fjärilsart som beskrevs av W. Warren 1913. Maliattha sexpartita ingår i släktet Maliattha och familjen nattflyn. Inga underarter finns listade i Catalogue of Life.